# Of Time, Tombs and Treasures
Of Time, Tombs and Treasures (frei übersetzt: Von Zeit, Gräbern und Schätzen, alternativ Of Time, Tombs and Treasure: The Treasures of Tutankhamun) ist ein US-amerikanischer Dokumentar-Kurzfilm von James R. Messenger aus dem Jahr 1977, für und mit dem er für einen Oscar nominiert war.

## Inhalt
Erzählt wird die Geschichte der Entdeckung des mittlerweile legendären Grabes des Pharaos Tutanchamun. Der Erzähler nimmt die Zuschauer mit nach Ägypten, wo sie den Spuren des Archäologen Howard Carter folgen, der den Hinweisen auf ein verborgenes Grab im ägyptischen Tal der Könige nachgeht. Der Zuschauer erfährt nicht nur etwas über die Art des Todes im alten Ägypten, sondern auch über die Bedeutung der Einstellung dieser komplexen Kultur zu Leben und Tod. Auch der berühmte „Fluch des Pharao“, der aufkam, als viele Menschen, die mit dem Grab in Berührung kamen, plötzlich starben, wird behandelt. 

## Produktionsnotizen
Der von Exxon produzierte Film ist als Leihfilm der National Gallery of Art erhältlich und ist auch Jahrzehnte nach seiner Erstveröffentlichung noch immer der beliebteste Film im Bildungsleihprogramm der National Gallery of Art. Dies war der erste Dokumentarfilm, in dem dramatische Nachstellungen vorkamen, darunter eine Szene, in der die Öffnung von König Tutanchamuns Grab nachgestellt wurde, und eine Szene, in der Archäologen, die mit dem Filmteam zusammenarbeiteten, nachstellten, wie Expeditionspersonal zu Fuß und auf einem Esel ins Tal der Könige reiste.
Eine gekürzte Version dieses Films wurde von United Artists als Kurzfilm zur französischen Originalverfilmung von Jean Poirets Theaterstück La Cage aux Folles in die Kinos gebracht.

## Auszeichnung
Academy Awards 1978
- Nominiert für den Oscar in der Kategorie „Bester Dokumentar-Kurzfilm“ James R. Messenger und Paul N. Raimondi